# Wolfmühle (Forstinning)
Wolfmühle ist ein Ortsteil der Gemeinde Forstinning im Landkreis Ebersberg in Bayern, Regierungsbezirk Oberbayern. Bei der Einöde überquert die Staatsstraße 2080 die Anzinger Sempt. Nordwestlich liegt Markt Schwaben, südlich, jenseits der Autobahn A 94, der Forstinninger Ortsteil Moos. In der Mühle befindet sich ein Bio-Laden und ein Café.

## Geschichte
1590 wird die Wolfmühle erstmals namentlich erwähnt. Sie war damals dem herzöglichen Mayrhof in Haus zinsbar. 1671 gehörte die Wolfmühle zum Kloster Rott, weswegen sie auch manchmal Rottmühle genannt wurde. 1710 stand die Mühle im Besitz der Anzinger Wirtin Maria Anna Hörner und 1720 von Kaspar Hörner (Hirner), er im Spanischen Erbfolgekrieg eine lokale Berühmtheit erlangte (siehe Geschichte Anzings). Es folgten weitere Besitzer.
1813 gehörte die Mühle noch zur Gemeinde Schwaben, im Gemeindeverzeichnis von 1818 wird sie bereits als Teil Forstinnings genannt, wobei sie weiterhin bis 1859 zur Steuergemeinde Schwaben gehörte. Der Antrag des Wolfmüllers 1894, aus der Pfarrei Forstinning nach Schwaben ausgegliedert zu werden, wurde abgelehnt. Zwischen 1913 und 1916 wurden Wohnhaus und Stadel neu gebaut. 1924/25 zerstörte ein Feuer durch Brandstiftung den Viehstall. Die Mühle ist als letzte der Mühlen am Bachlauf der Anzinger Sempt noch im Betrieb.
Eine Gedenktafel an der Staatsstraße erinnert an den Absturz des Aufklärungsflugzeuges Navy 131390 im Mai 1962, dessen Trümmer in der Nähe einschlugen.

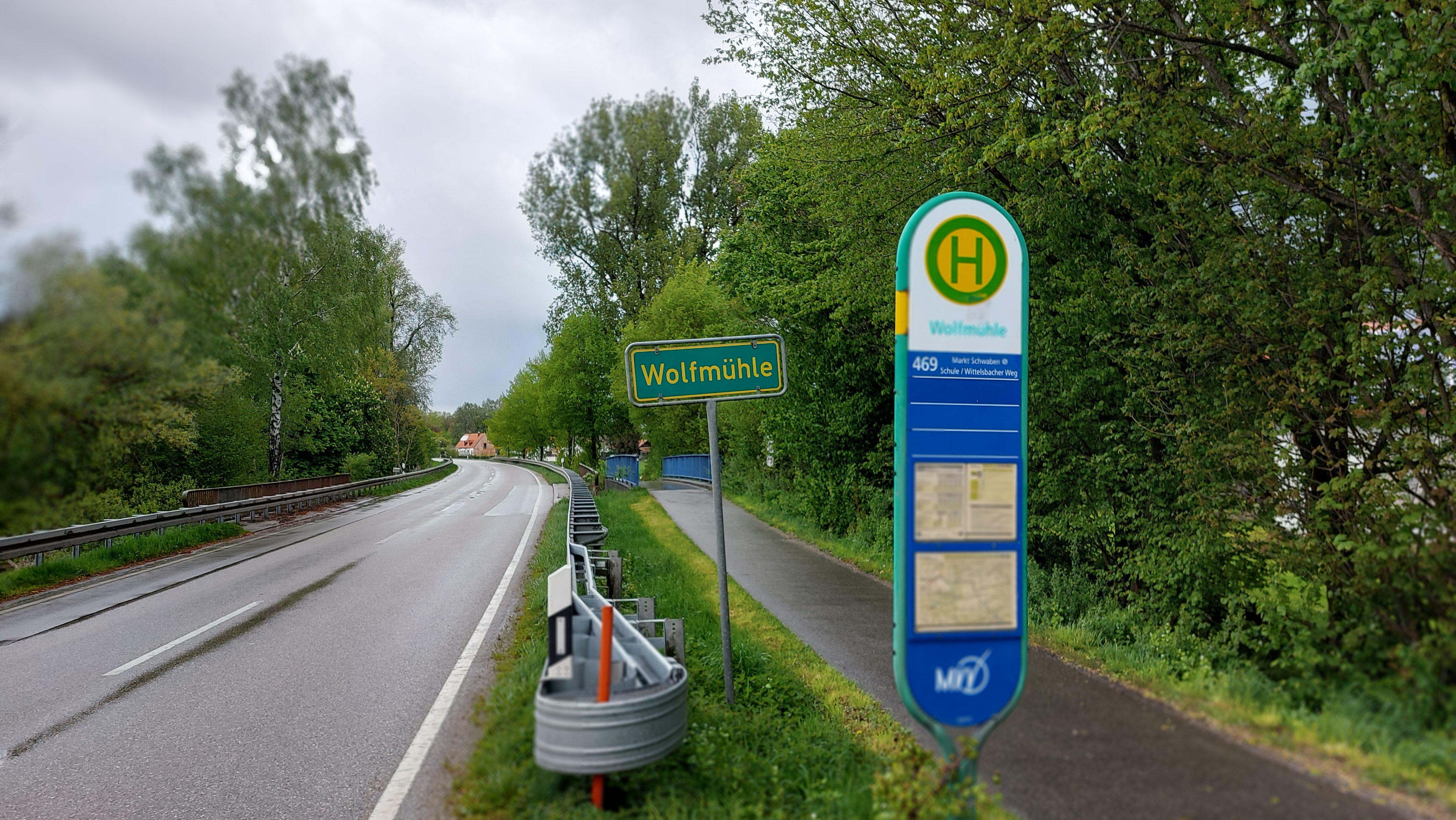
Bushaltestelle an der Wolfmühle
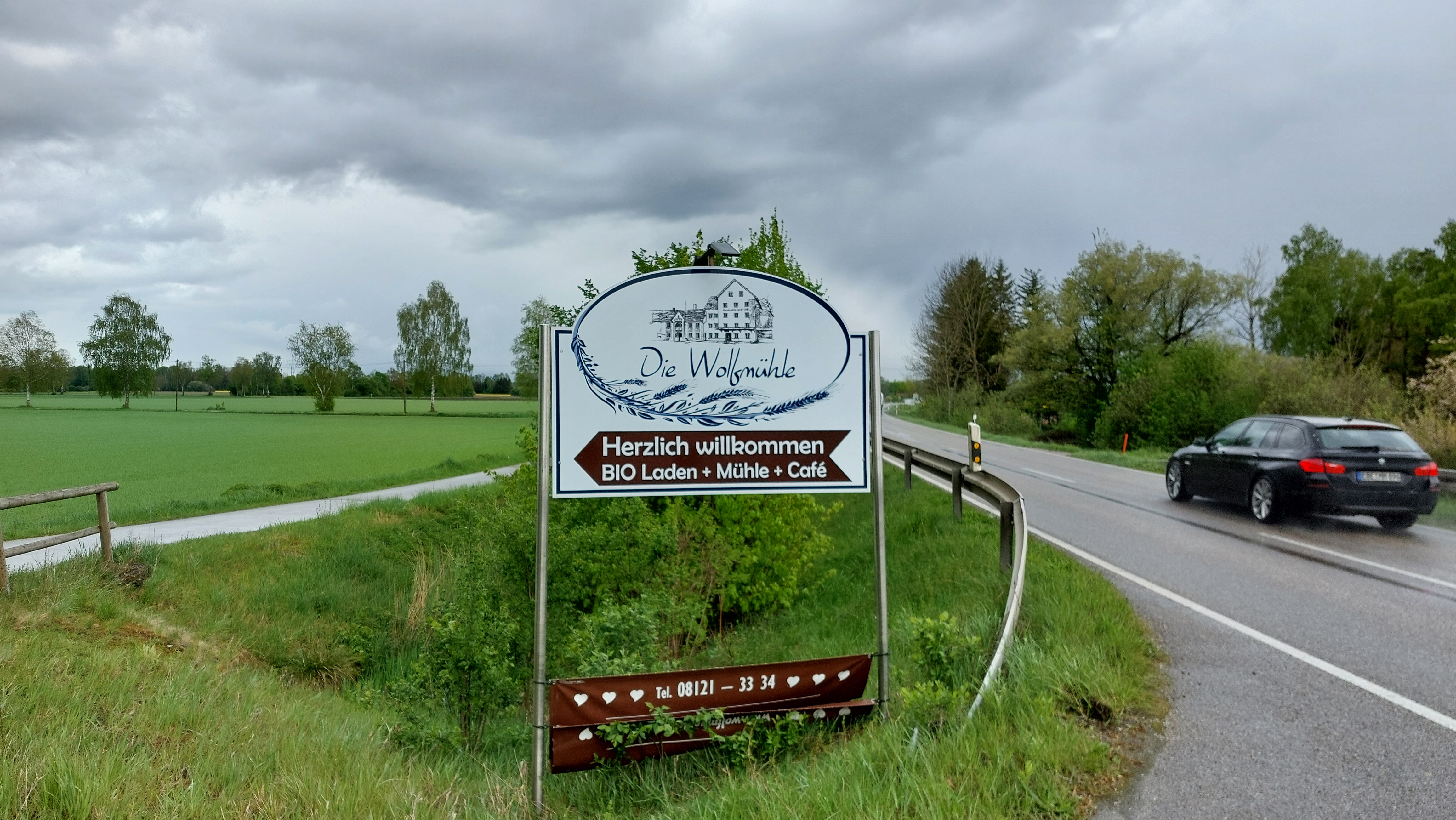
Abzweigung zur Wolfmühle
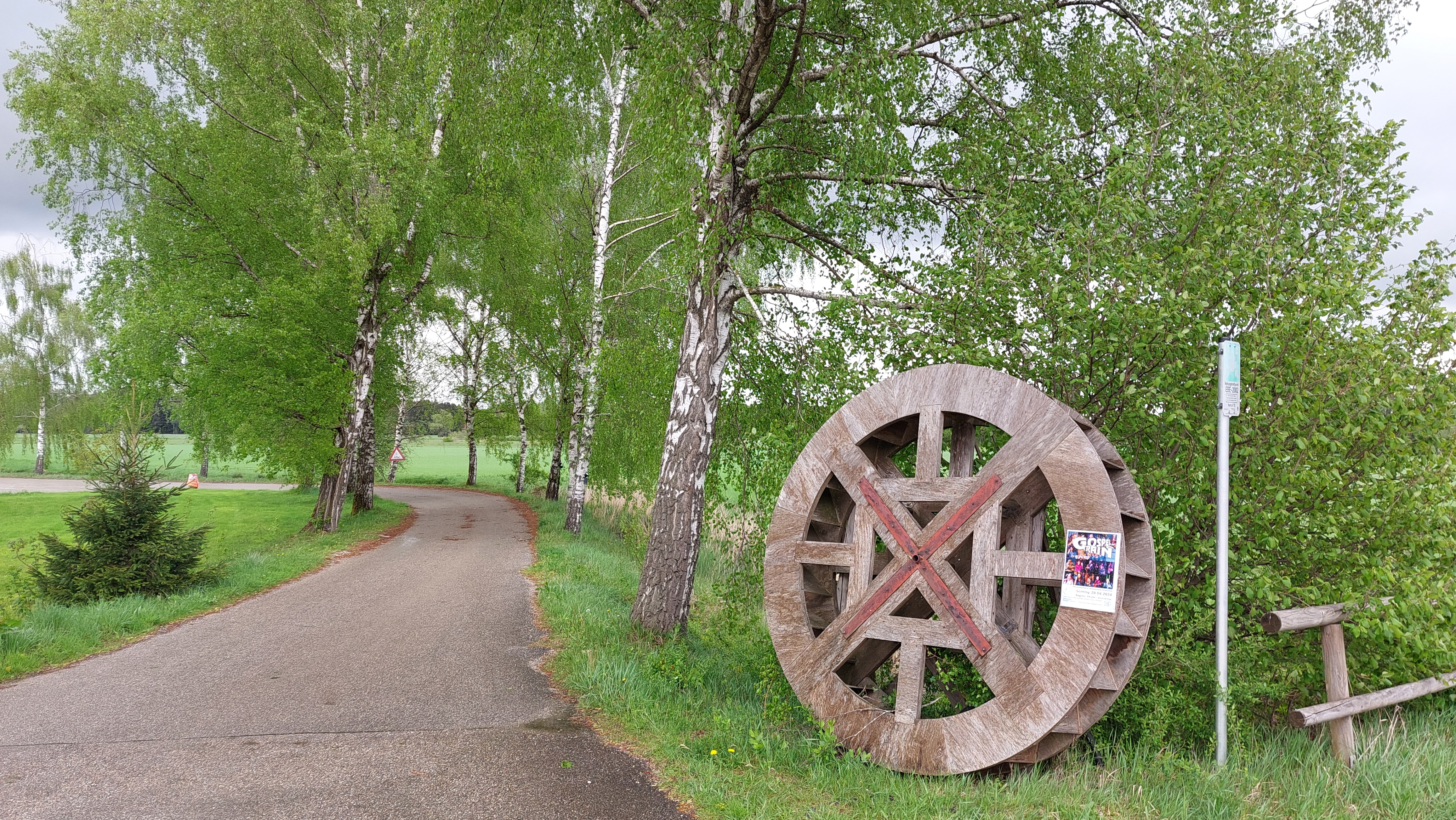
Einfahrt Birkenallee zur Wolfmühle
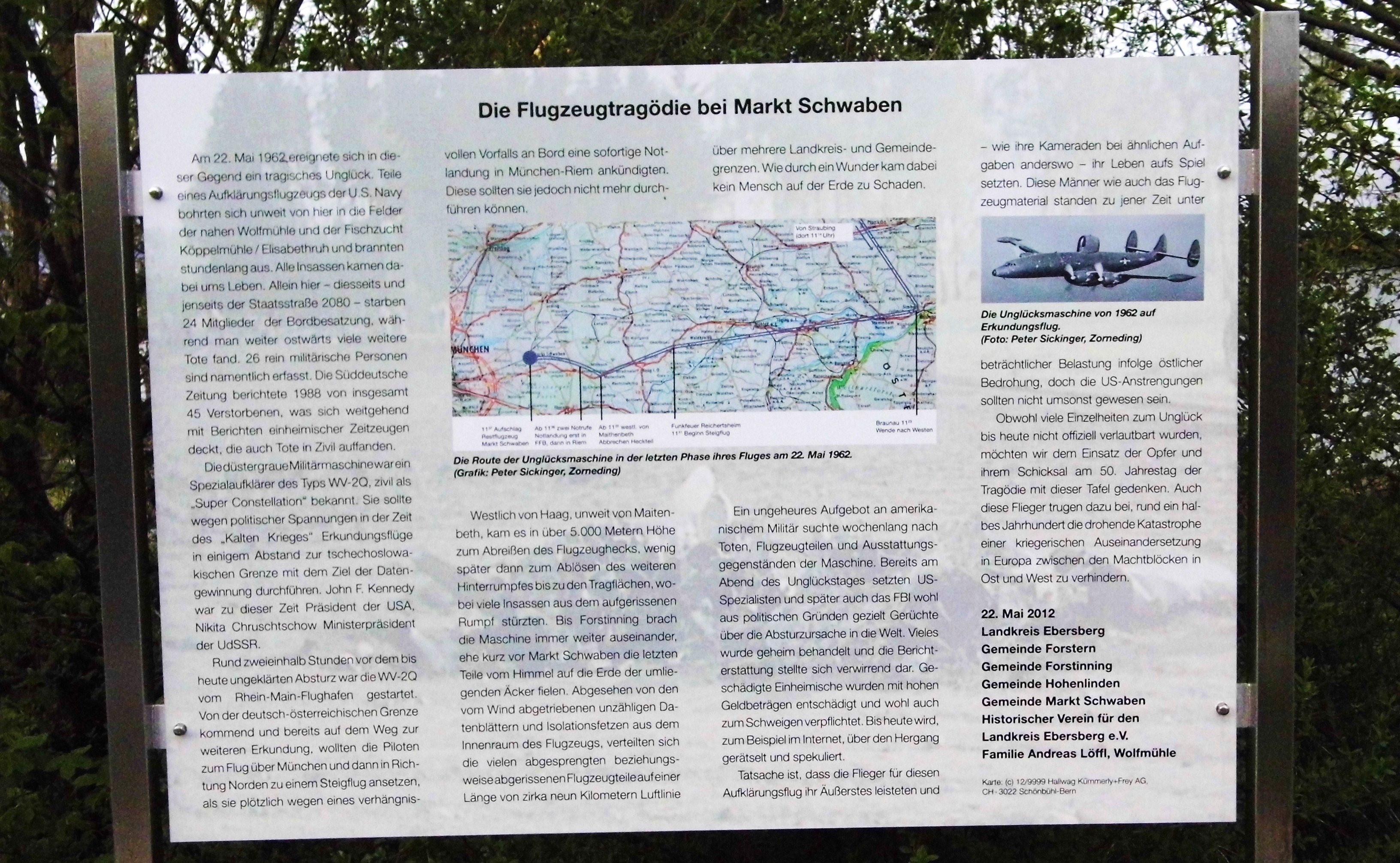
Gedenktafel Flugzeugabsturz 1962